# 日本とトンガの関係

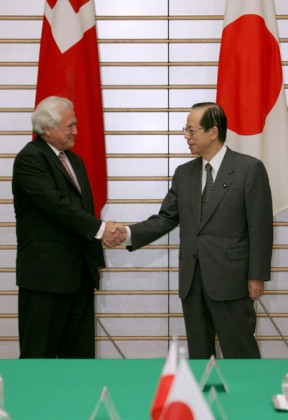
トンガ王国の首相であるフェレティ・セベレ（左）と日本国の内閣総理大臣である福田康夫（右）（2008年3月27日、総理大臣官邸にて）

日本国とトンガ王国の関係（にっぽんこく(にほんこく)とトンガおうこくのかんけい、英語: Japan–Tonga relations）は、1970年7月以来、公式な外交関係が維持されている。日本はトンガにおける先進的な技術供与国であり、またトンガへの政府開発援助供与額で第3位である。日本国政府はトンガとの関係を「良好」であると評価し、「皇室とトンガ王室は好意的そして個人的な関係を長年に渡り発展させてきた」としている。
2009年5月、トンガの首相フェレティ・セベレは日本・太平洋諸島フォーラム首脳会議（太平洋・島サミット）に出席するために来日し、当時の天皇から歓迎を受けた。

## 貿易
1999年には、トンガは日本へ900万ユーロを輸出（主としてカボチャとマグロ）し、日本からは150万ユーロを輸入（主として機械類）した。日本はトンガにとって最大の輸出市場であった。
2007年の統計では、日本への輸出が4億9069万円（カボチャ77.4％、生鮮キハダマグロ7.0％）、日本からの輸入が3億5771万円（乗用車39.8％、バスとトラック21.5％）であった。2006年のトンガの輸出相手国としては、日本はニュージーランド、アメリカ合衆国に次いで第3位であった。
トンガは2008年の日本のビンナガマグロ輸入先第3位、カボチャ輸入先第4位である。

## 外交使節

### 在トンガ日本国大使館
2009年初頭、日本はオーストラリア、ニュージーランド、中華人民共和国に次いで4番目にトンガに大使館を設置した。3月に高瀬康夫が日本初のトンガ大使に着任した。また、ニュージーランドを除けば、高瀬は日本の大使で初めてのポリネシア諸国駐在者となった。
在トンガ日本国大使館の開設はオセアニアにおける援助の増大を背景としたものであった。

### 在日トンガ大使
1. トゥポウトア・ラバカ皇太子（後の国王トゥポウ6世、キャンベラ常駐、2010～2012年、信任状捧呈は1月15日[11]）
2. タニア・ラウマヌルペ・タラフォリカ・トゥポウ（2012～2019年、信任状捧呈は12月11日[12]）
  - （臨時代理大使）テヴィタ・スカ・マンギシ（2019～2020年）
3. テヴィタ・スカ・マンギシ（臨時代理大使と同一人物、2020年～、信任状捧呈は6月24日[13]）

## 対日感情

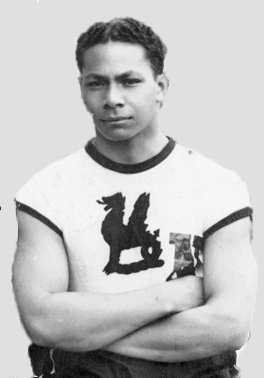
王太子時代の若き日のトゥポウ4世（1936年）

トンガは非常に親日的な国である。一方で中国人への感情は良くないため、日本人が中国人と間違えられて白昼に暴行を受ける危険性もあるという。トンガ王室は日本びいきで知られ、国王や王族、政府要人が、公式・非公式を問わず頻繁に訪日している。トンガ国王タウファアハウ・トゥポウ4世（在位：1965年 - 2006年）は7回来日している。また、2011年に東日本大震災が発生した際には、 20万パアンガ（約900万円）をトンガ政府が日本政府に寄付した。

## 文化交流
トンガでは相撲やそろばんが普及しており、小学校の正規の教育課程にそろばんが採用されている。また日本で活躍するトンガ人力士やラグビーユニオン選手も少なくない。